# Landessportbund Mecklenburg-Vorpommern
Der Landessportbund Mecklenburg-Vorpommern e. V. (LSB M-V) ist seit der Gründung am 29. September 1990 Dachverband der Sportvereine, Stadt- und Kreissportbünde sowie Landesfachverbände des Bundeslandes Mecklenburg-Vorpommern.
Als einer von 16 Landessportbünden ist er Mitglied des Deutschen Olympischen Sportbundes (DOSB) und zählt rund 250.563 Mitglieder (Stand 2017). Die Geschäftsstelle befindet sich im „Haus des Sports“ in Schwerin, von wo aus der LSB M-V e. V. gemäß seiner Satzung als Lobbyist und Interessenvertreter für die Sportvereine sowohl im Breitensport, Leistungssport als auch in allen anderen Bereichen sportlicher Handlungen agiert.

## Leitbild
Der Verband setzt sich als Teil der freiheitlichen demokratischen Grundordnung für Toleranz, Weltoffenheit und Demokratie in Mecklenburg-Vorpommern ein und stellt sich explizit gegen jegliche Form von Gewalt, Doping, Diskriminierung und Extremismus. Mit dem Ehrenkodex verkörpert der Landessportbund folgende vier Grundprinzipien:
1. Einhaltung der Richtlinien des LSB M-V für die Sicherung der demokratischen Grundsätze im Sport
2. Ausschluss von jeglicher Form der Gewalt, Doping und Extremismus
3. Förderung von Integration und individueller Persönlichkeitsbildung
4. Vorbildfunktion für junge Leute

## Geschichte
Am 29. September 1990 wurde der Landessportbund Mecklenburg-Vorpommern von insgesamt 265 Delegierten auf der Gründungskonferenz im Tagungssaal der Pädagogischen Hochschule Güstrow ins Leben gerufen. Mit der Wiedervereinigung Deutschlands standen die Sportvereine und Verbände in Mecklenburg-Vorpommern vor einer großen Herausforderung. Unter dem Motto „Dem Sport eine Chance“ versuchte man, den Sport in seiner bestehenden Vielfalt zu erhalten und ihn gleichzeitig inhaltlich wie organisatorisch zukunftsfähig zu gestalten. Zum ersten Präsidenten des LSB M-V wurde Wolfgang Remer gewählt.
Zum Zeitpunkt der Gründung gab es Mitglieder aus 33 Kreissportbünden, die 1994 im Zuge der Gebietsreform in Mecklenburg-Vorpommern auf 18 reduziert wurden. Nach weiteren Kreisfusionen im September 2011 setzt sich der LSB aktuell aus acht Kreissportbünden zusammen, bestehend aus den sechs Landkreisen Vorpommern-Rügen, Vorpommern-Greifswald, Rostock, Mecklenburgische Seenplatte, Nordwest-Mecklenburg, Ludwigslust-Parchim sowie den kreisfreien Städten Rostock und Schwerin.

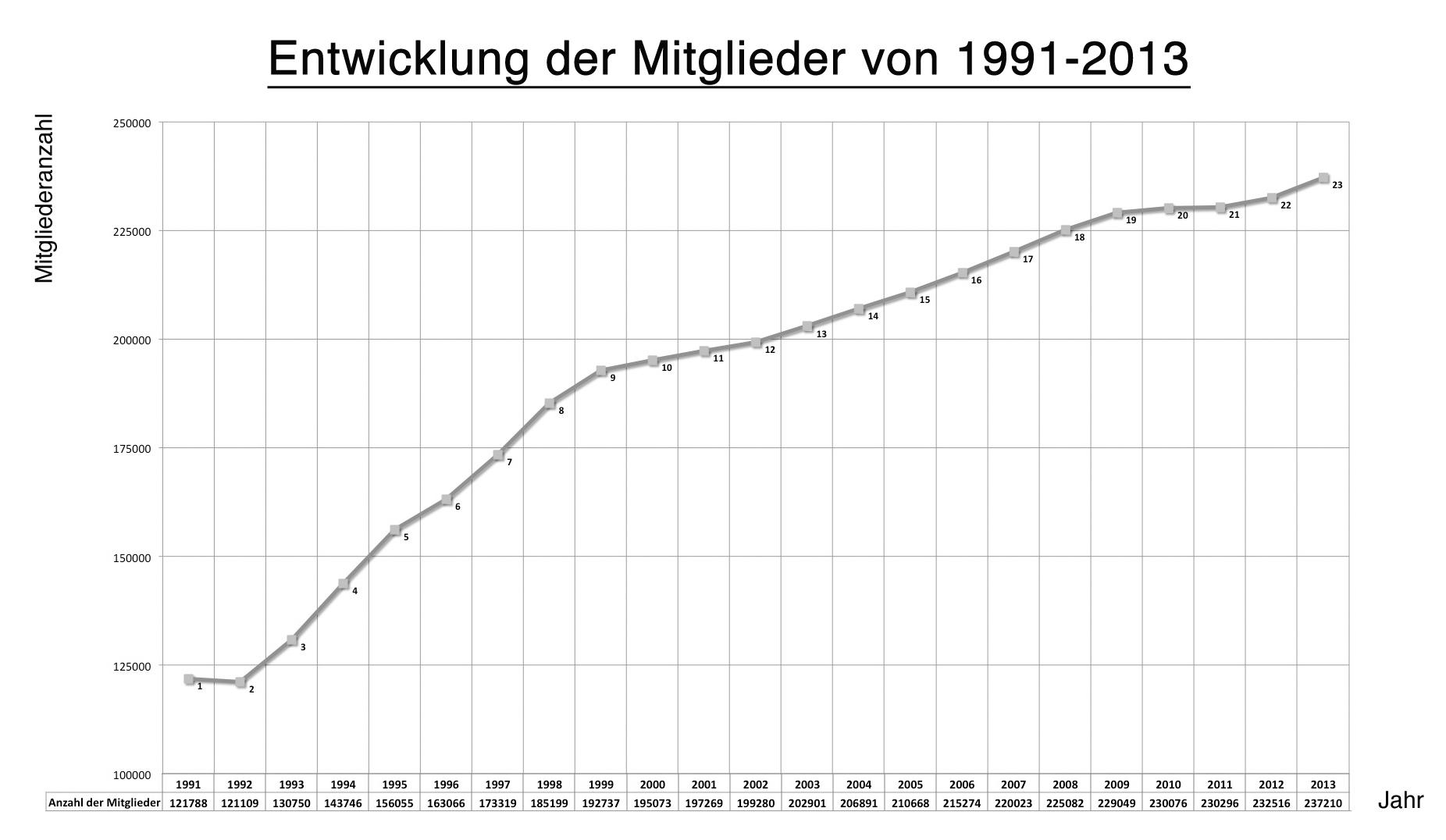
Mitgliederentwicklung des LSB M-V (1991–2013)

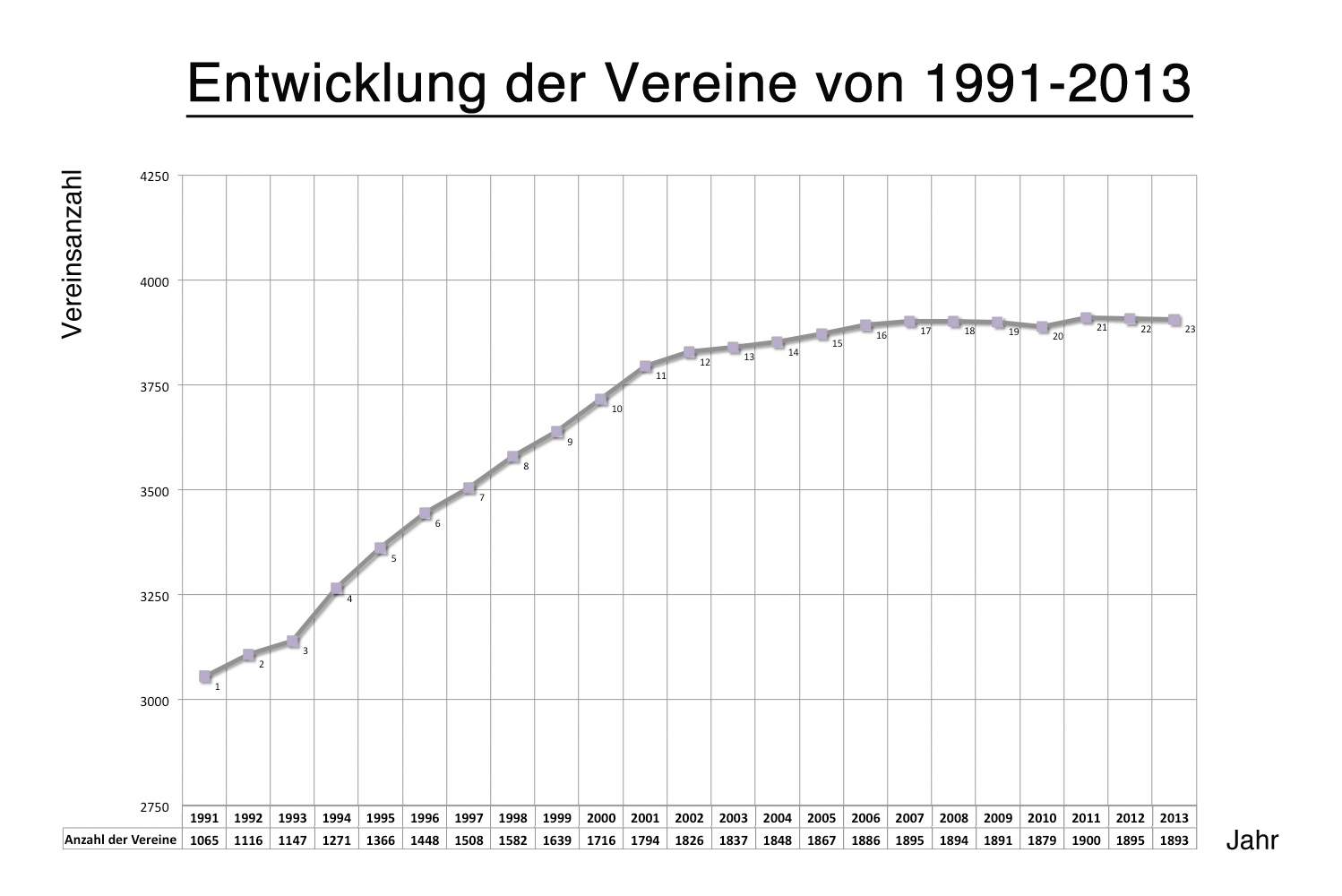
Vereinsentwicklung des LSB M-V (1991–2013)

Seit der Gründung verzeichnet der Landessportbund Mecklenburg-Vorpommern, trotz sinkender Bevölkerung im Land, stetig wachsende Vereins- und Mitgliederzahlen. Mit dem 16. Landessporttag 2013 in Sternberg, beschloss der Landessportbund Mecklenburg-Vorpommern sein aktuelles Förderungs- und Leistungssportkonzept bis 2017.

## Organisation

### Struktur
Unter dem LSB Mecklenburg-Vorpommern sind acht Kreis- und Stadtsportbünde und 46 Landesfachverbände mit 1.906 Vereinen zusammengeschlossen, in denen aktuell rund 250.563 Mitglieder (rund 15,54 % der Bevölkerung in M-V) aktiv sind.
|        | bis 6 Jahre | 7–14 Jahre | 15–18 Jahre | 19–26 Jahre | 27–40 Jahre | 41–60 Jahre | über 60 Jahre | Gesamt  |
| ------ | ----------- | ---------- | ----------- | ----------- | ----------- | ----------- | ------------- | ------- |
| Anzahl | 12.685      | 48.577     | 15.538      | 24.426      | 35.209      | 63.048      | 37.727        | 237.210 |
| Anteil | 5,35 %      | 20,48 %    | 6,55 %      | 10,30 %     | 14,84 %     | 26,58 %     | 15,90 %       | 100 %   |

* Mitgliederbestand des LSB Mecklenburg-Vorpommern nach Alter sortiert (Stand 2013)
Gemäß § 10 der Satzung des LSB M-V bildet der Landessporttag das oberste Organ im Land Mecklenburg-Vorpommern. Er setzt sich aus dem Präsidium, den Delegierten der Landesfachverbände, Kreis- und Stadtsportbünde und außerordentlichen Mitglieder sowie den Ehrenmitgliedern zusammen. Die Deputation des LSB obliegt dem Präsidium, vertreten durch den Präsidenten Andreas Bluhm. Das Dritte und zugleich letzte Organ des LSB ist laut § 9 der Satzung das Landesschiedsgericht. Parallel dazu organisiert sich die Jugend der Mitgliedsorganisation in der Sportjugend Mecklenburg-Vorpommern.

### Organe

#### Landessporttag

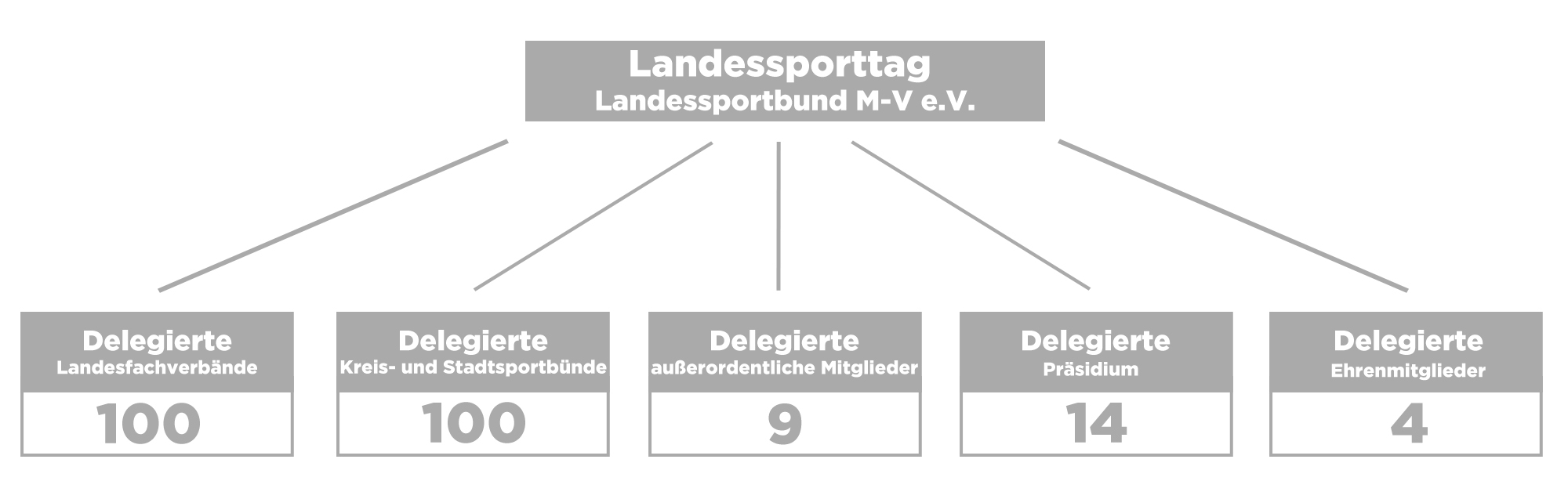
Anzahl der Delegierten im Landessporttag des LSB M-V e. V.

Der Landessporttag ist das oberste Organ des Landessportbundes Mecklenburg-Vorpommern und zugleich das höchste Gremium des organisierten Sports im Land. Er findet jährlich unter der Zusammenkunft der vertretenden Delegierten statt. Der Delegiertenschlüssel umfasst die Mitglieder der Landesfachverbände, Kreis- und Stadtsportbünde, der außerordentlichen Mitglieder, des Präsidiums sowie die der Ehrenmitglieder. Die Versammlungen werden vom Präsidenten eröffnet, dirigiert und geschlossen. Seine Beschlüsse fasst der Landessporttag mit einfacher Mehrheit der abgegebenen Stimmen, soweit die Satzung nichts anderes vorgibt. Zu den Aufgaben gehören unter anderem:
- die Entgegennahme des Jahres- und Prüfberichts,
- Beschlüsse gestellter Anträge
- Beschlüsse von Satzungsänderungen
- Entlastung des Präsidiums
- Bestätigung des Haushaltsvoranschlag
- Neuwahlen der zu wählenden Präsidiumsmitglieder und der Mitglieder des Landesschiedsgerichtes (alle fünf Jahre) sowie
- die Festlegung der Mitgliedsbeiträge

Außerordentliche Landessporttage finden nur statt, wenn es das Interesse des Landessportbundes erfordert, das Präsidium oder mindestens ein Drittel der ordentlichen Mitglieder ihn beantragt.

#### Präsidium
Das Präsidium erfüllt die Aufgaben des LSB M-V im Rahmen der aktuellen Satzung, Geschäftsordnung und den Abkommen der Mitgliederversammlung. Dazu gehören insbesondere:

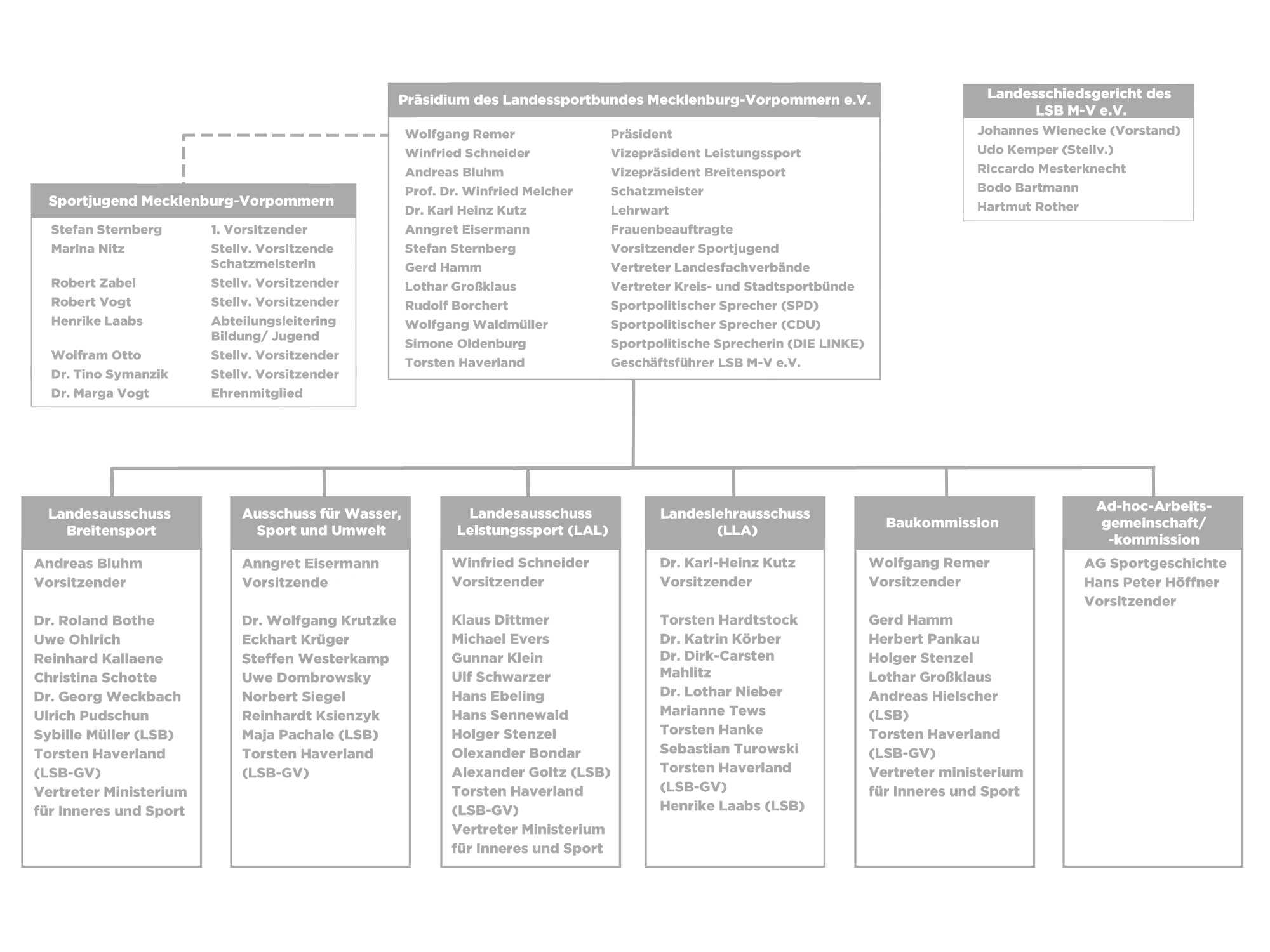
Präsidium und Ausschüsse des LSB M-V e. V. 2012/2013

- Vorgabe und Vertretung der politischen Zielsetzung des Landessportbundes
- Berufung, Controlling und Aufsicht der Geschäftsstelle
- Einstellung aller hauptamtlichen Mitarbeiter des LSB
- Entwurf und Vorgabe inhaltlicher Aufgaben und Schwerpunkte der Tagesordnung des Landessporttages
- Berichterstattung über eigene Tätigkeiten auf dem Landessporttag
- Erarbeitung des Jahres- und Prüfberichts

Die Mitglieder des Präsidiums werden alle fünf Jahre neu gewählt, wobei eine Wiederwahl unbegrenzt möglich ist. Beim 19. Landessporttag im November 2016 löste Andreas Bluhm den bis dahin dienstältesten Präsidenten eines Landessportbundes in Deutschland, Wolfgang Remer ab.

#### Landesschiedsgericht
Für die Entscheidung von Streitfällen im Landessportbund ist ausschließlich das Landesschiedsgericht zuständig. Einzig und allein Angelegenheiten, die nicht in den Zuständigkeitsbereich des Landesschiedsgerichts fallen, können gemäß § 22 der Satzung über den ordentlichen Rechtsweg gegangen werden. Der grundlegende Aufgabenbereich des Schiedsgerichtes umfasst:
- die Ahndung von unsportlichem und schadhaftem Verhalten von Mitgliedern
- Satzungs- und Ordnungswidrigkeiten auf Antrag zu belangen
- die Schlichtung von Konflikten zwischen LSB und seinen Mitgliedern, der Mitgliedsverbände und Mitglieder untereinander

Die Durchführung eines Verfahrens regelt die Ordnung des Landesschiedsgerichts. Entscheidungen werden auf der Grundlage der Satzung sowie der Ordnungen des LSB M-V getroffen. Hierbei müssen mindestens ein Vorsitzender und zwei weitere Mitglieder an dem jeweiligen Urteil beteiligt gewesen sein.

### Aufgaben
Die Grundaufgabe des LSB besteht darin, die Interessen seiner Mitglieder zu wahren und diese zum gemeinsamen Wohl aller gegenüber Staat und Gesellschaft zu vertreten, um so den Sport in Mecklenburg-Vorpommern zu entwickeln und finanziell zu fördern.
Die Verwirklichung erfolgt insbesondere durch:
- die Förderung eines regelmäßigen und geregeltem Sport- und Spielbetriebs der Mitglieder
- die Förderung der Verein- und Verbandstätigkeit[25][26]
- die Förderung des Breiten-, Gesundheits- und Leistungssportes[27][28]
- die Förderung der Sportjugend M-V[29]
- die Förderung und Unterstützung der Vereine bei Bau oder Sanierung von Sportstätten[30]
- die finanzielle Unterstützung von Ausgaben der Vereine und Verbände
- eine überfachliche und allgemeinbildende Aus- und Fortbildung der Mitglieder[31][32][33]
- die Schaffung eines ausreichenden Versicherungsschutzes[34]
- die Stärkung des Ehrenamts und die Ehrung von Personen, Gruppen und Vereinen
- die Herausgabe vom Landessport-Magazin M-V und sport- und verbandsbezogenen Internetbeiträgen.[35]

## Finanzierung
Der Landessportbund trägt sich vor allem durch Projektmittel des Bundes- und Landeshaushaltes, den Mitgliedsbeiträgen, Zuwendungen aus der Wirtschaft (Sponsoring) sowie aus Einnahmen der Glücksspirale.

## Sportjugend
Die Sportjugend Mecklenburg-Vorpommern (SJ MV) ist die Jugendorganisation des Landessportbundes Mecklenburg-Vorpommern und ist, mit mehr als 101.000 Mitgliedern, der größte Jugendverband im Land. Sie vertritt als freier Träger der Jugendhilfe die Interessen von Kindern, Jugendlichen und jungen Erwachsenen im Alter von 3 bis 27 Jahren.
|        | bis 6 Jahre | 7–14 Jahre | 15–18 Jahre | 19–26 Jahre | Gesamt  |
| ------ | ----------- | ---------- | ----------- | ----------- | ------- |
| Anzahl | 12.685      | 48.577     | 15.538      | 24.426      | 101.226 |
| Anteil | 12,53 %     | 47,99 %    | 15,35 %     | 24,13 %     | 100 %   |

* Mitgliederbestand der Sportjugend Mecklenburg-Vorpommern nach Alter sortiert (Stand 2013)
Neben der Kernaufgabe als Interessenvertreter junger Menschen zu agieren, hat sich die Sportjugend M-V, gemäß der Jugendordnung und darüber hinaus, folgende Ziele zur Aufgabe gemacht:
- Auswahl eines umfangreichen, zeit- und jugendgerechten Sportangebotes
- Integration verschiedenster Gruppen, Schutz von Menschenrechten sowie Toleranz
- Förderung von freiwilligem/gesellschaftlichem Engagement
- Entwurf sportlicher Bildungsangebote zur ganzheitlichen Entwicklung junger Menschen
- Nachhaltige Entwicklung im Sport und dauerhafte Optimierung der Umweltbilanz

## Sporteinrichtungen

### Olympiastützpunkt M-V
Der Olympiastützpunkt Mecklenburg-Vorpommern (OSP M-V) wurde am 13. August 1991 gegründet und ist ein wichtiger Partner des Landessportbundes M-V. Er ist als eingetragener Verein (e. V.) registriert. Für die Bundeskader und deren Trainer bieten die Standorte Rostock, Neubrandenburg und Schwerin die notwendigen Serviceleistungen, um sich auf die vom DOSB anerkannten Schwerpunktsportarten des Landes Mecklenburg-Vorpommern konzentrieren zu können:
| Nr. | Schwerpunktsportart                      | Trainingsort   |
| --- | ---------------------------------------- | -------------- |
| 1   | Kanu-Rennsport                           | Neubrandenburg |
| 2   | Leichtathletik (Sprung, Mehrkampf, Wurf) | Neubrandenburg |
| 3   | Rudern                                   | Rostock        |
| 4   | Triathlon                                | Neubrandenburg |
| 5   | Wasserspringen                           | Rostock        |
| 6   | Volleyball Frauen                        | Schwerin       |
| 7   | Boxen                                    | Schwerin       |
| 8   | Segeln                                   | Warnemünde     |

Hauptaufgabe des OSP ist es sich um die Leistungsentwicklung seiner Athleten zu kümmern und diese zu fördern. Zugleich ist er als sportübergreifende Serviceeinrichtung des Spitzen- und Nachwuchsleistungssport für die Sicherstellung einer qualitativ hochwertigen und komplexen Betreuung der Bundeskader (A–C) in den Bereichen der Sportmedizin, Physiotherapie, Bewegungswissenschaften, Psychologie, Ernährungswissenschaft sowie der sozialen Betreuung zuständig. Des Weiteren übernimmt er neben der sportlichen Karriere auch Verantwortung für die berufliche Perspektive der Spitzenathleten. Finanziert wird der OSP aus Mitteln des Bundesministeriums des Innern, Landesmitteln (Deutsche Sporthilfe) sowie weiterer Zuwendungen.

### Bildungsstätten
Mit der politischen Wende wurden auch die ehemaligen Kinder- und Jugendsportschulen (KJS) der DDR umstrukturiert und weitergeführt. In Verbindung von Schule und Sport haben sich folgende moderne Bildungseinrichtungen für Kinder und Jugendliche im Land entwickelt.
1. Sportschulen
- Sportschule Güstrow,
- Sportschule Yachthafen Warnemünde,
- Fußballschule Parchim.

2. Sportgymnasien
- Sportgymnasium Neubrandenburg,
- CJD Rostock,
- Sportgymnasium Schwerin.

Nach erfolgreichem Schulabschluss besteht in Mecklenburg-Vorpommern die Möglichkeit eines Sportstudiums an den Universitäten der Städte Greifswald und Rostock sowie eines Fernstudiums der Wismar International Graduation Services GmbH (WINGS) an der Hochschule Wismar.

## Projekte und Kampagnen
Seit seiner Gründung plant und beteiligt sich der LSB Mecklenburg-Vorpommern sowohl regional als auch bundesweit an den verschiedensten Projekten und Kampagnen um Kindern, Jugendlichen sowie jungen und älteren Erwachsenen die Freude an Sport und Bewegung näher zu bringen.
| Logo | Projekt/Kampagne                                              | seit | Kurzbeschreibung |
| ---- | ------------------------------------------------------------- | ---- | --- |
|      | Bewegte Kinder                                                | 2000 | - Projekt der Sportjugend M-V in Zusammenarbeit mit den Sportvereinen und Kitas im Land - Ziele: - Integration des Sports im Kindesalter durch Spiel und Spaß - frühzeitige Mitgliedschaften im Sportverein. |
|      | Danke Ehrenamt                                                | 2011 | - Projekt zur öffentlichen Danksagung an alle ehemaligen und aktiven ehrenamtlichen Mitarbeiter des Landessportbundes M-V |
|      | Baltic Sea Youth Games                                        | 1999 | - Internationale Jugendspiele - finden im 2 Jahresrhythmus statt - Ziel: Förderung des Nachwuchsleistungssportes |
|      | Jugendsportspiele M-V                                         | 1992 | - Wettkampfstätte: Rostock, Neubrandenburg, Schwerin - finden im 2 Jahresrhythmus statt - Ziel: Förderung von Kindern und jungen Leuten im Breitensport |
|      | Seniorensportspiele M-V                                       | 1995 | - finden im 2 Jahresrhythmus statt - Teilnahme ab 40 Jahren |
|      | Gemeinsam Sport in Schule und Verein                          | 1994 | - Programm zur Förderung des Breitensports - Ziel: große Vielfalt an Sportangeboten für Schulkinder, zur sinnvollen Freizeitbeschäftigung |
|      | Wir in Mecklenburg-Vorpommern – fit und sicher in die Zukunft | 2001 | - Schulprojekt zur Förderung von Kindern und Jugendlichen in Bildung, Persönlichkeit und Fitness - Veranstalter: ANTENNE Mecklenburg-Vorpommern, AOK Mecklenburg-Vorpommern, Landeskriminalamt Mecklenburg-Vorpommern und Landessportbund Mecklenburg-Vorpommern                                                         |
|      | Mobile Beratung im Sport                                      | 2011 | - Projekt des Landessportbundes M-V - Ziel: Ausschluss von Rechtsextremismus und Diskriminierung im Sport mittels mobilen Schulungsmaßnahmen und Fallberatungen für Vereine |
|      | Sterne des Sports                                             | 2004 | - Auszeichnungen für Sportvereine mit sozialem Engagement im Vereins- und Breitensport - Auszeichnungen: Goldener Stern, Silberner Stern, Bronze Stern - Veranstalter: DOSB sowie die Volks- und Raiffeisenbanken in Zusammenarbeit mit den Sportkreisen, Kreis- und Stadtsportbünden und der kommunalen Sportverwaltung |
|      | Integration durch Sport                                       | 1991 | - Bundesprogramm des DOSB in Zusammenarbeit mit dem Bundesministerium des Innern (BMI) sowie dem Bundesamt für Migration und Flüchtlinge (BAMF) - Ziel: Eingliederung von Menschen mit Migrationshintergrund in deutsche Sportvereine                                                                                    |
|      | Deutsches Sportabzeichen                                      | 1912 | - Abzeichen für bestimmte sportliche Leistungen im Breitensport - Auszeichnung durch den DOSB |
|      | FSJ im Sport                                                  | 2003 | - Freiwilliges soziales Jahr in Sportvereinen, Sportbildungsstätten, Stadt- und Kreissportbünden, Sportfachverbänden oder Kinder- und Jugendeinrichtungen - Dauer: 6–18 Monate nach Vollendung der Vollzeitschulpflicht - Ziel: berufliche Orientierung der Absolventen                                                  |
|      | SPORT PRO GESUNDHEIT                                          | 2000 | - Bündnis mehrerer Stadt- und Kreissportbünde, Landesfachverbände, Krankenkassen, wissenschaftlichen Einrichtungen, Vertreter der Ärzteschaft sowie der Landesregierung - Ziel: Förderung von Organisation und Weiterentwicklung des Gesundheitssportes in Vereinen und Verbänden                                        |

 * Tabelle mit den größten Projekten/Kampagnen des LSB M-V (Stand 2013)

## Ehrungen
Der Landessportbund Mecklenburg-Vorpommern kann Persönlichkeiten und Organisationen durch Auszeichnungen ehren, wenn diese besondere Leistungen im und um den Sport herum erbracht haben. Zu den Auszeichnungen zählen:
- Ehrenpräsidentschaft und Ehrenmitgliedschaft
- Ehrenplakette
- Ehrennadel (Bronze, Silber, Gold)
- Ehrung Spitzensportler des Landes
- Vereins-Jubiläumsurkunde

## Mitgliedsverbände
Kreis- und Stadtsportbünde:
| - Kreissportbund Landkreis Rostock - Kreissportbund Ludwigslust-Parchim - Kreissportbund Mecklenburgische Seenplatte - Kreissportbund Nordwestmecklenburg - Kreissportbund Vorpommern-Greifswald - Kreissportbund Vorpommern-Rügen - Kreissportbund Rostock - Kreissportbund Schwerin |

Landesfachverbände:
- American Football Verband Mecklenburg-Vorpommern
- Badminton-Verband Mecklenburg-Vorpommern
- Basketballverband Mecklenburg-Vorpommern
- Boxverband Mecklenburg-Vorpommern
- Deutscher Motorsport-Verband/LG Mecklenburg-Vorpommern
- DLRG Landesverband Mecklenburg-Vorpommern
- Gehörlosen Landessportverband Mecklenburg-Vorpommern
- Gewichtheber- u. Kraftsportverband Mecklenburg-Vorpommern
- Golfverband Mecklenburg-Vorpommern
- Handballverband Mecklenburg-Vorpommern
- Hockey-Verband Mecklenburg-Vorpommern
- Jiu-Jitsu Union Mecklenburg-Vorpommern
- Ju-Jutsu-Verband Mecklenburg-Vorpommern
- Judo-Verband Mecklenburg-Vorpommern
- Karate-Landesverband Mecklenburg-Vorpommern
- Kobudo Kampfsport Verband Mecklenburg-Vorpommern
- Landes-Kanu-Verband Mecklenburg-Vorpommern
- Landeseissport-Verband Mecklenburg-Vorpommern
- Landesfachverband Billard Mecklenburg-Vorpommern
- Landesfachverband Rollsport-Inline-Skater Mecklenburg-Vorpommern
- Landesfechtverband Mecklenburg-Vorpommern
- Landesfußballverband Mecklenburg-Vorpommern
- Landesmotorsportfachverband Mecklenburg-Vorpommern
- Landesruderverband Mecklenburg-Vorpommern
- Landesschachverband Mecklenburg-Vorpommern
- Landesschützenverband Mecklenburg-Vorpommern
- Landesseesportverband Mecklenburg-Vorpommern
- Landesskiverband Mecklenburg-Vorpommern
- Landestauchsportverband Mecklenburg-Vorpommern
- Landesturnverband Mecklenburg-Vorpommern
- Landesverband für Reiten, Fahren und Voltigieren Mecklenburg-Vorpommern
- Landesverband Motorbootsport Mecklenburg-Vorpommern
- Leichtathletik-Verband Mecklenburg-Vorpommern
- Luftsportverband Mecklenburg-Vorpommern
- Radsportverband Mecklenburg-Vorpommern
- Ringer-Verband Mecklenburg-Vorpommern
- Schwimmverband Mecklenburg-Vorpommern
- Segler-Verband Mecklenburg-Vorpommern
- Sportkeglerverband Mecklenburg-Vorpommern
- Taekwon-Do Union Mecklenburg-Vorpommern
- Tanzsportverband Mecklenburg-Vorpommern
- Tennisverband Mecklenburg-Vorpommern
- Tischtennis-Verband Mecklenburg-Vorpommern
- Triathlon-Verband Mecklenburg-Vorpommern
- Verband für Behinderten- und Reha.-Sport Mecklenburg-Vorpommern
- Volleyballverband Mecklenburg-Vorpommern
- Wandersportbund Mecklenburg-Vorpommern
- Wasserskiverband Mecklenburg-Vorpommern